# 頡利可汗
頡利可汗（Ilig qaγan、漢音：けつりかがん、拼音：Jílì kèhán、? - 634年）は、東突厥の可汗。啓民可汗の三男。始畢可汗・処羅可汗の弟。頡利可汗（イリグ・カガン、Ilig qaγan）というのは称号で、姓は阿史那氏、名は咄苾（とひつ）という。

## 生涯
啓民可汗の三男として生まれる。
莫賀咄設（バガテュル・シャド：官名）となる。
武徳3年（620年）、処羅可汗が亡くなると、頡利可汗に即位し、レビラト婚によって義成公主を娶り、始畢可汗の子の什鉢苾を突利可汗とした。また、唐に遣使を送って入朝し、処羅可汗が亡くなったことを報告した。
武徳4年（621年）4月、頡利可汗は自ら万余騎を率いて、馬邑賊の苑君璋と共に雁門を攻撃したが、定襄王李大恩によって敗走させられる。
武徳5年（622年）2月、李大恩が攻撃してきたので、頡利可汗は劉黒闥と共に李大恩を包囲し、唐軍を破った。6月、劉黒闥は突厥を招き寄せて河北を略奪し、頡利可汗はふたたび自ら5万騎を率いて南の汾州を侵し、また数千騎を派遣して西の霊州・原州などを侵した。秦王の李世民は蒲州を出て霊州・原州の突厥を討った。そのころ頡利可汗は并州を攻囲し、また兵を分けて汾州・潞州などに侵入し、男女5千余人を掠め、李世民の兵が蒲州に向かってくることを知ると、兵を引いて長城を出た。
武徳6年（624年）8月、頡利可汗・突利可汗は国を挙げて唐に入寇したので、李世民がこれを征討し、頡利可汗・突利可汗は軍を引いた。その後、頡利可汗は突利可汗と夾畢特勤の阿史那思摩を唐に派遣して、和睦を請願した。これにより、阿史那思摩は高祖によって和順王に封ぜられた。
武徳8年（625年）7月、しかし、頡利可汗は十余万の兵で朔州を大掠した。頡利可汗は唐将の張瑾を太原で襲い、張瑾の軍は全滅し、張瑾は身一つで李靖の所へ逃げた。唐軍が拒戦したので、頡利可汗は進まず并州に駐屯した。李世民の軍はこれを討ち、頡利可汗は撤退した。
武徳9年（626年）7月、頡利可汗は自ら十余万騎を率いて武功に侵攻、京師は厳戒態勢に入った。突厥軍は高陵に侵攻し、行軍総管左武候大将軍の尉遅敬徳と涇陽で戦って敗北し、俟斤（イルキン：官名）の阿史徳烏没啜は捕えられた。頡利可汗はその腹心の執失思力を遣わして入朝させ、和睦を請うたが、李世民によって拘束された。9月、頡利可汗は馬3千匹、羊1万匹を献上したが、高祖は受け取らず、詔で頡利可汗に今までに捕えた中国人をすべて返還させた。
貞観元年（627年）、陰山以北の薛延陀・回紇・抜野古（バイルク）などの諸部は相次いで反乱をおこし、その欲谷設（ヨクク・シャド：官名）を敗走させた。頡利可汗は突利可汗を遣わして、これを討伐させたが、敗北し軽騎で逃げ帰ったので、頡利可汗は怒り、突利可汗を十数日拘束した。突利可汗はこれにより怨みを抱き、内心で謀反を考えるようになった。
貞観3年（629年）、薛延陀は漠北で自ら可汗と称し、勝手に唐へ遣使を送って方物を貢納した。時に東突厥では大雪に見舞わされ、内外の者が頡利可汗から離反した。太宗は、詔で兵部尚書の李靖・代州都督の張公謹・并州都督の李勣・右武衛将軍の丘行恭・左武衛大将軍の柴紹・衛孝節・薛万徹を派遣して東突厥を討った。12月、突利可汗及び郁射設・蔭奈特勤らは投降した。
貞観4年（630年）2月、頡利可汗は執失思力を入朝させて謝罪させ、国を挙げて内附することを請うた。兵部尚書の李靖はこれに乗じて東突厥を襲撃し、これを大破させ、遂に東突厥を滅ぼした。頡利可汗は千里馬（汗血馬?）に乗り、単騎で従姪の沙鉢羅の部落に奔走した。3月、行軍副総管の張宝の軍は沙鉢羅の陣営に至り、頡利可汗を生け捕って京師に送った。頡利可汗は太宗により右衛大将軍の位を授かった。
貞観8年（634年）、頡利可汗が亡くなり、太宗は詔でその国人に頡利可汗を葬らせ、その俗礼に従って屍を灞水の東で火葬し、帰義王を贈り、諡を荒王とした。

## 家族

### 妻
- 可賀敦（カガトゥン：皇后）
  - 義成公主

### 子
- 特勤（テギン） - 伽那（カーナー）の父で感徳（かんとく）の祖父

## 参考資料
- 『旧唐書』（列伝第百四十四上）
- 『新唐書』（列伝百四十上 突厥上）
- 佐口透・山田信夫・護雅夫訳注『騎馬民族誌２正史北狄伝』（1972年、平凡社）